# American Journal of Botany
American Journal of Botany (ISSN 0002-9122) — американський ботанічний журнал, завданням котрого є оприлюднення результатів наукових досліджень у різних галузях науки про рослини. Офіційний орган Ботанічного товариства Америки (The Botanical Society of America, BSA). Заснований у 1914 році.

## Тематика
Журнал публікує результати наукових досліджень у всіх галузях ботаніки (морфологія, анатомія, біологія розвитку, збереження біорізноманітності, генетика, еволюційна біологія та систематика).

## ISSN
- ISSN 0002-9122 (print)
- ISSN 1537-2197 (web)
- JSTOR 00029122
- OCLC 45446639
- LCCN 00-227435

## Підписка
Вартість підписки на 2010 рік:
- Друкована версія та Online — $625.00, США; $645.00, Канада і Мексика; $685.00, інші країни.
- Тільки Online — $600.00.